# Aqueduc d'Espada
L'aqueduc d'Espada, ou Espada Acequia, dont le pont-aqueduc du Piedras Creek, a été construit par des frères Franciscains, entre 1731 et 1740, dans ce qui est devenu la ville de San Antonio, dans le comté de Bexar, au Texas, aux États-Unis. Il a été construit pour permettre l'irrigation des terres près de la mission San Francisco de la Espada, aujourd'hui intégrée dans le San Antonio Missions National Historical Park. Il est encore en usage aujourd'hui et est un Historic Civil Engineering Landmark et un National Historic Landmark.

## Système d'Irrigation

Schéma du barrage sur la rivière San Antonio.

Vue du barrage.

L'ensemble du système d'acequia (irrigation) de la mission Espada peut encore être vu aujourd'hui. Le fossé principal, ou acequia madre, continue de conduire l'eau vers la mission et ses anciennes terres agricoles. Cette eau est toujours utilisée par les résidents qui vivent dans cette zone.
La survie d'une nouvelle mission dépendait de la plantation et de la récolte des cultures. Dans le centre-sud du Texas, le climat semi-aride et la nécessité d'une approvisionnement en eau ont rendu la conception et l'installation d'un acequia hautement prioritaire. L'Irrigation est si importante pour les colons espagnols qu'ils ont mesuré les terres cultivées en suertes, c'est-à-dire la quantité de terres pouvant arrosée en une seule journée.
Les acequias sont une innovation technique que les Romains et les Maures ont introduit dans les régions arides de l'Espagne. Lorsque les missionnaires Franciscains sont arrivés dans le désert du Sud-Ouest des États-Unis, ils ont constaté que le système fonctionnait bien dans cet environnement sec et chaud. Dans certaines régions, comme le Nouveau-Mexique, elle s'associe facilement avec le système d'irrigation déjà en cours d'utilisation par le peuple amérindien habitant la région, les Pueblos.
Dans le but de distribuer de l'eau pour les missions le long de la rivière San Antonio, les missionnaires Franciscains ont supervisé la construction, la main d'œuvre étant fournie par les amérindiens. L'ensemble est constitué d'un barrage de retenue sur la rivière, de sept fossés, et au moins un aqueduc à écoulement gravitaire — un réseau de 24 km irriguant environ 14 km2 de terres. L'acequia a également alimenté un moulin.
Le barrage sur la rivière San Antonio et le pont-aqueduc du Cedar Creek sont les plus anciennes structures de ce type construites par les colons espagnols et encore en état au XXIe siècle.

## Classement et protection
- National Historic Landmark, le 19 juillet 1964[2].
- Registre national des lieux historiques, le 15 octobre 1966[3].
- Historic Civil Engineering Landmark en 1968[1],[4].